# No Control (Bad Religion)
No Control is het vierde studioalbum van de Amerikaanse punkband Bad Religion. De nummers zijn over het algemeen sneller (ze hebben een hogere bmp-waarde) en komen hierdoor dichter bij het hardcorepunkgenre.
Het album bevat de tracks "Change of Ideas", "No Control", "I Want to Conquer the World", "Big Bang" en "You", welke als classics worden gezien en vaak te horen zijn tijdens liveoptredens en op concerten.
Het album is volgens Sputnikmusic het op één na beste punkalbum uit 1989.

## Tracklist
1. "Change of Ideas" - 0:55 (Greg Graffin)
2. "Big Bang" - 1:42 (Brett Gurewitz)
3. "No Control" - 1:47 (Greg Graffin)
4. "Sometimes I Feel Like" - 1:34 (Brett Gurewitz)
5. "Automatic Man" - 1:40 (Brett Gurewitz)
6. "I Want to Conquer the World" - 2:17 (Brett Gurewitz)
7. "Sanity" - 2:45 (Brett Gurewitz)
8. "Henchman" - 1:07 (Greg Graffin)
9. "It Must Look Pretty Appealing" - 1:22 (Greg Graffin)
10. "You" - 2:05 (Brett Gurewitz)
11. "Progress" - 2:14 (Greg Graffin)
12. "I Want Something More" - 0:47 (Brett Gurewitz)
13. "Anxiety" - 2:08 (Greg Graffin)
14. "Billy" - 1:54 (Brett Gurewitz)
15. "The World Won't Stop" - 1:57 (Greg Graffin)

Noot: tussen de haakjes staat de tekstschrijver.

## Medewerkers
- Greg Graffin – zang
- Brett Gurewitz – gitaar
- Greg Hetson – gitaar
- Jay Bentley – basgitaar
- Peter Finestone – drums